# Pierre Plantard
Pierre Athanase Marie Plantard (Parijs, 18 maart 1920 – Colombes, 3 februari 2000) was de belangrijkste man achter de Priorij van Sion en de voornaamste bedenker van de beweringen over de veronderstelde geschiedenis van de priorij die later de inspiratie zou leveren voor de boeken Het Heilige Bloed en de Heilige Graal en De Da Vinci Code.
Vanaf 1975 gaf hij als zijn achternaam Plantard de Saint-Clair op, een samenstelling die hij zichzelf had aangemeten na lezing van een interview met Jean-Luc Caumeil in het tijdschrift l'Ère d'Aquarius. Omdat de familienaam Saint-Clair in Frankrijk geassocieerd wordt met de landstreek rond Gisors, meende Plantard dat door toevoeging van deze naam aan de zijne ook iets van de legendevorming rond de Gisors-geschiedenis op hem zou afstralen. Een legende die hij overigens ook al zelf - in samenspraak met Roger Lhomoy - in het leven geroepen had, en die hij in de jaren 60, met Gérard de Sède (de Lieux) gaandeweg verder had opgesmukt en aangedikt.
Gérard de Sède was degene die de legende rond Rennes-le-Château publiek maakte door bewerking van een manuscript van Plantard, waarvoor deze eerder zelf geen uitgever had kunnen vinden. In 1967 droeg het de titel L'Or de Rennes, maar later werd het opnieuw gepubliceerd onder verschillende titels zoals Le Trésor Maudit de Rennes-le-Château en Signe Rose+Croix.

## Jeugd: De eerste nep-organisaties
Plantard werd geboren als kind van de butler Pierre Plantard en de kokkin Amélie Marie Raulo.
Toen hij in 1937 van school kwam, richtte hij zijn eerste nep-verenigingen op met het zelfverklaarde doel "Frankrijk te zuiveren en te vernieuwen". Op 16 december 1940 schreef Plantard een brief aan Philippe Pétain, waarin hij zijn geloof in een "verschrikkelijke samenzwering van vrijmetselaars en joden tegen Frankrijk" verkondigde en waarin hij de maarschalk aanspoorde deze bedreiging zo snel mogelijk het hoofd te bieden. Hiertoe bood hij Pétain zelfs "een honderdtal betrouwbare, aan deze zaak toegewijde mannen" aan.
Tot de volledig aan Plantards fantasie ontsproten organisaties behoorden onder meer de Union Française (1937), de Renovation Nationale Française (1941) en de Alpha Galates (1942 en 1946). De Duitse autoriteiten gaven Plantard geen toestemming tot oprichting van de Renovation Nationale Française. Toen hij vervolgens in weerwil van een nader verbod toch overging tot oprichting van de Alpha Galates, kwam hem dat op vier maanden cel te staan in de gevangenis van Fresnes.
De groep van Plantard publiceerde een tijdschrift getiteld Vaincre (Overwinnen), dat zich regelmatig leende als platform voor antisemitische, antimaçonnieke en mystiek-nationalistische vertogen.
In een politierapport over Plantards activiteiten vóór en tijdens de Tweede Wereldoorlog, opgenomen in het zogenaamde Dossier GA P7 dat bij de Parijse politieprefectuur berust, is over deze vroege periode onder meer te lezen: Plantard, die ermee praalt talrijke verbindingen met politici te onderhouden, schijnt een van die niet zo snuggere, aanmatigende jonge mannen te zijn, die min of meer fictieve groeperingen leiden om zich zodoende als belangrijk voor te doen en die misbruik maken van de tijdelijke trend om jonge mensen meer interesse te schenken teneinde de aandacht van de regering op zich te vestigen. – Politierapport over Plantards Renovation Nationale Française, 9 mei 1941.
In 1951 trok Plantard van Parijs naar Annemasse (Haute-Savoie) in het oosten van Frankrijk. In die tijd was hij getrouwd en hadden hij en zijn vrouw een driejarig dochtertje. In Annemasse werkte hij als technisch tekenaar.
In 1953 werd hij wegens verzetsactiviteiten tot zes maanden cel veroordeeld.(Bron: 'Pierre Plantard, Qui suis-je?, Arnaud de L'Estoile). Hij was een goede vriend in het geheim van president Charles de Gaulle, de 'vlam van het Franse verzet'. Op 8 juli 1951 werd Plantard ingewijd in de vrijmetselarij, in het Grootoosten van Frankrijk.

## De eerste Priorij-versie (1956)
Samen met André Bonhomme richtte Plantard op 7 mei 1956 de vereniging van de Priorij van Sion op, genoemd naar een kleine heuvel Mont Sion, even buiten Annemasse. De door beiden ondertekende statuten en registratiedocumenten deponeerden ze, in overeenstemming met de Franse verenigingswet van 1901, bij de onderprefectuur van Saint-Julien-en-Genevois. De vereniging van de Priorij van Sion had officieel tot doel de verdediging en vrijheid van goedkope huisvesting, sprak steun uit aan de oppositiekandidaat bij de lokale verkiezingen, publiceerde een tijdschrift genaamd Circuit en had haar hoofdzetel thuis bij Plantard in de Sous-Cassanstraat. In het tijdschrift werden de lokale bouwondernemers bekritiseerd en aangevallen. Ergens na oktober 1956 werd de vereniging weer opgeheven, nadat Plantard tot 12 maanden cel veroordeeld werd wegens de ontvoering van minderjarigen.

## Het Priorij-verhaal ontwikkelt zich
In de vroege jaren zestig beweerde Plantard dat hij als rechtstreekse afstammeling van de Merovingische koning Dagobert II aanspraak kon maken op de Franse troon. Uit de tijd daarvoor zijn geen akten of andere bewijsstukken bekend waaruit zou blijken dat Plantard of zijn familie ooit aanspraak maakten op het erfgoed van de Merovingische dynastie. Plantard werd pas op dit idee gebracht door een artikel van Louis Saurel in de eerste uitgave van het Franse tijdschrift Magazin Les Cahiers de l'Histoire uit 1960. Daarin beweerde Saurel, dat Dagobert II in wezen de laatste onafhankelijke koning van de Merovingen was geweest, omdat daarna diens hofmeier de macht zou hebben gegrepen. De strekking van dit artikel werd in 1964 overgenomen in een document van de priorij, getiteld Koningen en Gouverneurs van Frankrijk, dat werd toegeschreven aan ene Anne Lea Hisler.
Deze periode uit Plantards activiteiten viel samen met zijn ontmoeting met de Franse schrijver Gérard de Sède (de Lieux), die in 1962 samen met Plantard het boek Les Templiers sont parmi nous (De Tempeliers zijn onder ons) publiceerde. Dat boek borduurde voort op een door Roger Lhomoy in de wereld gezet verhaal over Gisors (waar zogenaamd een schat van de Tempeliers verborgen zou zijn). Lhomoy werkte destijds in een varkensfokkerij van de Sède.
Het boek schijnt het begin te zijn van dat, wat later tot de populaire versie van de Priorij van Sion met zijn inmiddels alom bekende bestanddelen zal uitgroeien. Zo wordt bijvoorbeeld Godfried van Bouillon hier al genoemd als grootmeester van de priorij. Het is eenvoudig te bewijzen dat de uiteenlopende beweringen in de priorijdocumenten historische fabricaties zijn, omdat ze voorafgaand aan de vroege jaren zestig in geen enkele historische bron, van welke aard dan ook, voorkomen. Voorts kan aan de hand van wederzijds briefverkeer tussen Pierre Plantard, Philippe de Cherisey en Gérard de Sède uit de jaren zestig worden aangetoond, dat zij betrokken waren bij een geheime zwendel, omdat ze daarin overleggen over hoe ze zullen reageren op kritiek ten aanzien van hun beweringen en over nieuwe beweringen die ze zullen gaan doen om de zaak gaande te houden. Deze brieven (het zijn er meer dan 100), inclusief hun oorspronkelijke enveloppen, zijn in het bezit van de Franse onderzoeker Jean-Luc Chaumeil. Deze maakte in de jaren zeventig zelf deel uit van de intrige rondom de Priorij van Sion en schreef, voordat hij er afstand van nam, boeken en artikelen over Plantard en de priorij. Tegen het einde van de jaren zeventig onthulde hij in zijn boeken het discutabele verleden van Pierre Plantard.
Vanaf het midden van de jaren zestig begon Plantard te beweren, dat de Priorij van Sion een geheime, interne kring van tempeliers betrof, die de vernietiging van de oorspronkelijke orde hadden overleefd en die eeuwenlang gebeurtenissen in de Europese geschiedenis zouden hebben gemanipuleerd teneinde de rechtmatige Merovingische koningsheerschappij in stand te houden.
Daartoe beïnvloed door de hotelier Noel Corbu, die beweerde dat de voormalige eigenaar van zijn hotel, pastoor Bérenger Saunière, een schat gevonden had, beweerde Plantard op zijn beurt, dat deze schat perkamenten bevatte die zijn afstamming van Dagobert II zouden bewijzen. Plantard schreef manuscripten en liet daar door zijn vriend Philippe de Cherisey perkamenten van maken, die Sauniére dan zogenaamd tijdens renovatiewerkzaamheden in zijn kerk gevonden had. Die oorkonden zouden volgens Plantard het overleven van de Merovingische lijn in de stamboom van de frankische koningen aantonen. Bovendien manipuleerde Plantard Sauniéres activiteiten in Rennes-le-Château zodanig, dat hij er zijn beweringen aangaande de Priorij van Sion mee kon bewijzen. Hiervoor ging hij zelfs zo ver, dat hij zogenaamde geheime, zelf met potlood geschreven documenten in de Nationale Bibliotheek te Parijs binnensmokkelde.

## Het recentere leven
Plantard herzag nogal wat van zijn claims in de jaren tachtig. Hij kwam met een nieuwe mythologische stamboom van de Priorij van Sion, ontkende ieder verband met de Tempeliers, beweerde dat de Geheime Dossiers onder invloed van LSD tot stand waren gekomen en dat de Priorij van Sion in werkelijkheid in 1681 in Rennes-le-Château was opgericht door de grootvader van Marie de Negri d'Ables. Deze herziening van het Priorij-verhaal had alles te maken met het in mei 1989 in Rennes-le-Château te openen Museum Sauniere.
Nog weer later, in september 1993, beweerde Plantard dat Roger-Patrice Pelat ooit grootmeester van Priorij van Sion was geweest. Deze Pelat was een vriend van de toenmalige Franse president François Mitterrand en bevond zich in het centrum van een schandaal dat ook de toenmalige Franse premier Pierre Bérégovoy impliceerde.
Een Franse rechtbank beval huiszoeking bij Plantard. Daarbij kwamen talrijke documenten boven water, waaronder één dat verklaarde dat Plantard de ware koning van Frankrijk was. Plantard gaf uiteindelijk onder ede toe, dat hij alle verhalen en documenten eigenhandig gefabriceerd had, met inbegrip van de bewering dat Roger-Patrice Pelat bij de Priorij van Sion betrokken zou zijn geweest.
Sedertdien is er niet veel meer van Plantard vernomen. Tot aan zijn dood, op 79-jarige leeftijd, leidde hij een teruggetrokken leven.
- Bibliothèque nationale de France: cb13010669d (data)
- International Standard Name Identifier: 0000 0000 0063 4979
- Système universitaire de documentation: 168284367
- Virtual International Authority File: 73986144